# Pergalumna conspicua
Pergalumna conspicua är en kvalsterart som beskrevs av Balogh 1962. Pergalumna conspicua ingår i släktet Pergalumna och familjen Galumnidae. Inga underarter finns listade i Catalogue of Life.